# Крестовка (Грязовецький район)
Кресто́вка (рос. Крестовка) — присілок у складі Грязовецького району Вологодської області, Росія. Входить до складу Ростиловського сільського поселення.

## Населення
Населення — 38 осіб (2010; 35 у 2002).
Національний склад (станом на 2002 рік):
- росіяни — 100 %